# Give Me Something (пісня Девіда Гетти)
«Give Me Something» — пісня, написана у жанрі хауз французького ді-джея Девіда Гетти за участі Барбари Такер. Трек вийшов як четвертий сингл з його дебютного альбому Just a Little More Love. Сингл вийшов лише у Франції. До треку не знято музичного відео.